# Баскаков, Вениамин Иванович
Вениами́н Ива́нович Баска́ков (1861 — 1941, Белград) — русский генерал-майор, профессор Николаевской академии Генерального штаба, военный историк.

## Биография
Старообрядческого вероисповедания. Казак станицы Ермоловской Терского казачьего войска.
Окончил Владикавказское реальное училище (1877) и 2-е военное Константиновское училище (1879).
Чины: подпоручик гвардии (1883), поручик (1885), штабс-капитан с переименованием в капитаны ГШ (за отличие, 1885), подполковник (1890), полковник (1897), генерал-майор (1905).
В 1885 году окончил Николаевскую академию Генерального штаба по 1-му разряду. По окончании академии состоял старшим адъютантом штаба 1-го армейского корпуса (1886—1890) и Киевского военного округа (октябрь—декабрь 1890).
В 1892—1895 годах находился в запасе. В 1895 году был назначен экстраординарным, а 28 мая 1898 года — ординарным профессором Николаевской академии Генерального штаба. Преподавал курс по истории наполеоновских войн.
С началом русско-японской войны добровольно отправился на фронт, был начальником штаба Оренбургской казачьей дивизии. Награждён орденом Святого Владимира 3-й степени с мечами, Золотым оружием «За храбрость» и чином генерал-майора. 7 марта 1906 года вышел в отставку по состоянию здоровья, расстроившегося в Маньчжурии.
По выходе в отставку поселился в Киеве, где владел двумя доходными домами (по Левашовской улице, 9-11, и по Николаевской улице, 4-6), а также несколькими имениями в Сквирском уезде. Состоял почетным мировым судьей, почетным попечителем Пансиона для бедных девиц дворянского звания, почетным попечителем Сулимовского пансиона, а также председателем Дворцового участкового комитета по городским выборам 1910 г. С 1909 года был действительным членом Киевского клуба русских националистов.
Во время Гражданской войны участвовал в Белом движении. В 1920 году был представителем Терского казачьего войска на Верховном круге в Екатеринодаре. 3 марта 1920 года эвакуирован из Новороссийска.
В эмиграции в Югославии. Служил в Главном Генеральном штабе сербской армии, состоял членом Особой испытательной комиссии при Зарубежных высших военно-научных курсах генерала Головина. В 1920-30-е годы входил в руководство Общественного представительства казачьих станиц и хуторов в Королевстве Югославии.
Скончался в 1941 году в Белграде. Похоронен на Новом кладбище. Был женат, имел сына.

## Награды
- Орден Святого Станислава 3-й ст. (1888);
- Орден Святой Анны 3-й ст. (1890);
- Орден Святого Станислава 2-й ст. (1895);
- Орден Святой Анны 2-й ст. (1898);
- Орден Святого Владимира 4-й ст. (1901);
- Орден Святого Владимира 3-й ст. с мечами (ВП 25.11.1904);
- Золотое оружие «За храбрость» (ВП 05.06.1905).

## Сочинения
- «Северная война 1700—1721 гг.» Кампания от Гродна до Полтавы 1706—1709 гг. Критико-историческое исследование. Вып. 1, 1890.
- «Стратегия и тактика Суворова в Итальянской кампании 1799 г. для характеристики эпохи в военном искусстве, 1901.
- «1809. Генеральный штаб», «Военный сборник», 1903 г., № 11 и 12
- «1809. Из войны Франции против Австрии (подготовка французских войск)», «Воен. Сборн.», 1904 г., № 2
- «Войны Империи. Поход 1809 г. Наполеона в Германию и Австрию», кн. 1, 1904 г.
- «Походы 1796—1797 гг. Бонапарта в Италии», 1904 г.